# Lemon (米津玄師の曲)
「Lemon」（レモン）は、日本のシンガーソングライター・米津玄師の楽曲。メジャー8作目のシングルとしてソニー・ミュージックレコーズより2018年3月14日にリリースされた。また、シングルのリリースに先立って2月12日にデジタルリリースされた。

## 背景
本楽曲は、TBSテレビ金曜ドラマ『アンナチュラル』主題歌として書き下ろされた。2017年12月14日、ワンマンライブツアー「米津玄師 2017 TOUR / Fogbound」パシフィコ横浜 国立大ホール公演内において、楽曲制作中であることが述べられた。同月の12月29日、表題曲「Lemon」のレコーディングを終えた旨が、米津のTwitterアカウントに投稿された。
ドラマ第1話放送日である1月12日、エンディングで本楽曲が初めてオンエアされた。また同日、本楽曲に合わせたビジュアルワークが公開された。本楽曲に対して、主演を務める石原さとみと、脚本を担当する野木亜紀子よりコメントが寄せられた。ドラマ第2話放送後、本楽曲のシングルリリースが告知された。本楽曲は、2018年初のシングルリリースとなり、7thシングル「ピースサイン」以来9ヶ月ぶりのリリースとなった。同時にジャケットワークが公開された。

## リリース
本シングルは、過去作品と同様に、米津のイラストが使用されており、枝から垂直に生ったレモンの果実が描かれている。フィジカルは、ドラマの最終話が放送された3月14日、初回限定盤の2種類（レモン盤・DVD盤）と通常盤の合計3形態がリリースされた。
通常盤はCDのみで、レモン盤にはレターセット、DVD盤にはミュージックビデオとライブ映像を収録したDVDが、それぞれ特典として付属する。全形態の初回盤には、共通の特典として10月27日・28日に幕張メッセにて開催される「米津玄師 2018 LIVE / Flamingo」のチケットの最速先行抽選応募券が封入された。
シングルリリースから約2年半が経て、2020年8月5日にリリースされた5thアルバム『STRAY SHEEP』にアルバム初収録された。

## 楽曲解説
本楽曲は、テレビドラマ『アンナチュラル』主題歌として書き下ろされたが、劇中では人の死を多く扱っており、本楽曲も同様のテーマが重要視されて制作された。制作当初の仮タイトルは「Memento」（日本語で「形見」「記憶」などの意）であったが、あまりに直接的過ぎるという理由で変更された。
タイトルや歌詞に用いられた「レモン」については、梶井基次郎『檸檬』や、高村光太郎『智恵子抄』（「レモン哀歌」）などから無意識的に自分の頭の中にはあったものから生まれたもの、と述べている。
また、楽曲制作中に祖父が他界し、自分の中での死に対する価値観が変わったことで、かなり悩んだことや完成までにかなりの時間がかかった事を明かしている。ドラマプロデューサーからは「傷ついた人たちを優しく包み込むような曲」としてオーダーされたが、米津本人は出来上がった楽曲について「『あなたが死んで悲しいです』としか言ってない気がする」と語っている。コード進行は、松任谷由実「Hello, my friend」から影響を受けている。カップリング「クランベリーとパンケーキ」は、米津が二日酔いの状態の時に制作された。

## 批評家の反応
- 音楽評論家のスージー鈴木は、本楽曲が「売れ続ける理由」を分析し、そして、後藤正文や野田洋次郎の後継ともいえる「声質」、J-POPの王道的手法を駆使した「メロディ」、特徴的でトリッキーな「循環コード」、マイナーコードを主体とした「歌謡曲的な魅力」の4つを指摘、「J-POP、洋楽、そして歌謡曲――これらの魅力を黄金律で配合した音楽。言わば『完全栄養食』のようなパーフェクトな音楽として、私には聴こえたのである」と述べた[15]。

- 音楽ジャーナリストの宇野維正は、2018年の日本の音楽シーンを振り返り、米津玄師と星野源に関して「日本のメインストリームで活躍しているミュージシャンの中でも海外のカルチャーを貪欲に吸収しているという意味で際立った存在で、実際にそれを自分の音楽にも随時反映させてきた」と指摘し、また「今の日本では現在進行形の海外のポップ・ミュージックの文脈がきちんと理解されていないとしても、潜在的に『みんなが聴きたい音』というものはあるわけで、それをちゃんと踏まえて作っているから支持をされているという側面は重要」だと述べた[16]。

- テレビ雑誌『ザテレビジョン』が主宰する第96回ドラマアカデミー賞では、本楽曲はドラマソング賞を受賞した。読者票・ザテレビジョン記者票・審査員票の項目で競われ、本楽曲はそれぞれ2位・1位・2位を獲得した[注 1]。

## チャート成績
先行配信された本楽曲は、2018年2月26日付のBillboard JAPAN「Hot 100」で初登場2位を記録した。同日付のオリコン週間デジタルシングルランキングでは、約23.6万ダウンロードで初登場1位を記録した。このダウンロード数は、前年12月に正式スタートしたオリコン週間デジタルシングルランキングの、発売初週ダウンロード数・累積ダウンロード数の歴代記録を塗り替える結果となった。オリコン週間デジタルシングルランキングでは、その後リリース以来10週連続で1位を獲得し、5月5日付で累計ダウンロード数100万回を突破した。
また、2019年11月11日付の最新オリコン週間カラオケランキングにおいても、1位を獲得し、歴代連続1位獲得週数を85週に伸ばした。2019年3月25日付のオリコン週間カラオケランキングにて、52週連続1位という新記録を樹立した後も、1年半以上にわたり1位を獲得し続け、前代未踏の記録を更新し続けた。
3月14日、フィジカルリリースされ、26日付のオリコン週間ランキング・Billboard JAPAN「Hot 100」では初登場2位を記録した。シングルが初週10万枚以上売り上げるのは、自身初となる。フィジカルは、1週間でおよそ30万枚が出荷され、配信数と合計してミリオンセールスを記録したと報じられた。
3月19日付の香港、および台湾のiTunes総合チャートで1位を獲得しており、この影響で、台湾では4月、中国では8月にCDシングルがリリースされた。翌週4月2日付のオリコン週間ランキングでは、約4万枚を売り上げて2位を保持。Billboard JAPAN「Hot 100」ではワンランクアップして1位を獲得した。
レコード会社調べでは、2018年10月17日までにフィジカルの出荷枚数が41万枚を突破し、2018年12月度の日本レコード協会リリースにて、ダブル・プラチナ（50万枚）に認定された。2018年12月21日付で、本楽曲が配信で200万ダウンロードを突破、2019年9月23日付で表題曲が配信で300万ダウンロードを突破した。19年度の期間内総売上数が10月8日付で100.1万DL（100万844DL）を記録し、「2019年度初のデジタルシングル100万DL突破作品」となった。
日本音楽著作権協会（JASRAC）の著作権使用料分配額（国内作品）ランキングでは、2018年度の年間4位、2019年度の年間1位を獲得した。2020年のJASRAC賞金賞を受賞している。
また、2023年3月31日、Billboard JAPANがその総合ソング・チャート「JAPAN HOT 100」統計開始15周年を記念し発表した「オールタイムTOP50」では、本楽曲が1位を獲得した。

## ミュージックビデオ

### 制作背景
本楽曲のミュージックビデオは、水曜日のカンパネラ、サカナクションなどのミュージックビデオを手がけた山田智和が監督、カメラマンの今村圭佑が撮影を務めた。本編には、映像作家・ダンサーの吉開菜央が出演している。テレビドラマ『アンナチュラル』は、人間の死を扱う法医解剖医の活躍へスポットを当てており、本楽曲もまた人間同士の死別がモチーフにされた。これに合わせて、ミュージックビデオは死者に捧げるミサ曲を構想し、教会で撮影された。

### リリース
本楽曲のミュージックビデオは、2018年2月26日にYouTubeにて公開された。ミュージックビデオは、公開から約13時間で100万回、6日間で1,000万回再生を記録。いずれも米津のYouTubeチャンネルでアップロードされたビデオの歴代最速記録を更新する結果となった。以降も際立った速度で回数を伸ばし、同年6月11日時点で1億回再生を記録した。米津の楽曲の再生数が1億回を突破したのは「アイネクライネ」に次いで2本目、DAOKOとのコラボレーション楽曲である「打上花火」を含めれば3本目の快挙であった。これを記念して、8月11日にお台場海浜公園にて開催された「東京花火大祭2018 〜EDOMODE〜」にて、楽曲と花火のコラボレーションが決定している。以降は11月4日に2億回、2019年2月9日には3億回を突破した。YouTubeにおいて日本のミュージシャンによるミュージックビデオが3億回再生に達したのは史上初のことであった。また、6月16日時点で4億回、12月17日時点で5億回再生を記録。さらに2020年8月10日に6億回、2021年9月18日に7億回、2023年3月29日に8億回、2025年1月12日に9億回再生を記録した。いずれも日本ミュージシャン史上初のことである。

## ライブパフォーマンス

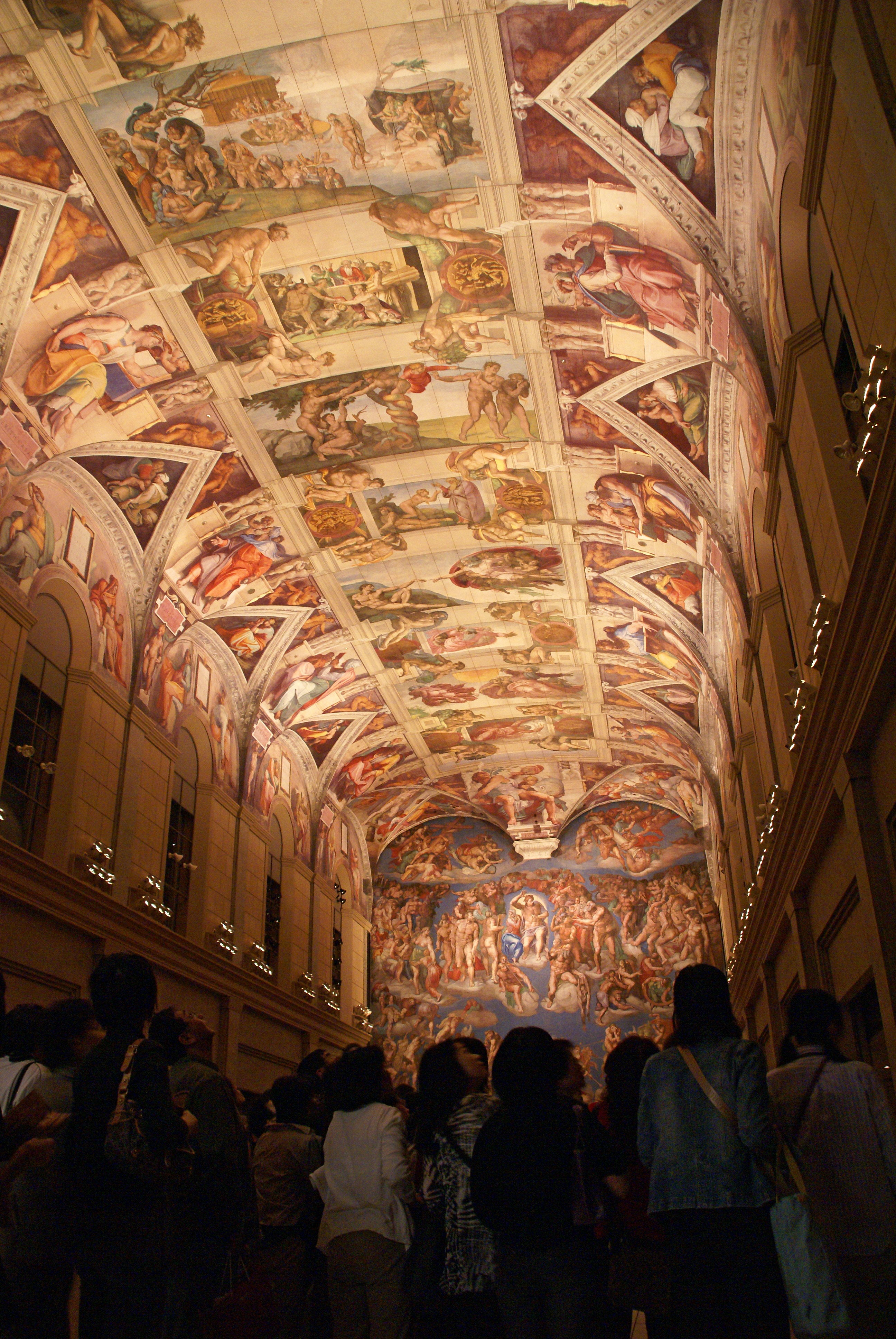
米津の歌唱が行われた大塚国際美術館システィーナホール

2018年12月31日に放送された『第69回NHK紅白歌合戦』（NHK総合）に、米津が白組として出演し、本楽曲を歌唱した。米津は、NHKからの出演依頼に対し「祖父が暮らした故郷で歌唱することに大きな意味があるような気がして」と、祖父の死から1年を経た節目で祖父に想いを込めた曲を地元で歌うことに意義を感じ、出演を承諾。米津は、番組後半の全体における24番手、白組における20番手として、主会場であるNHKホールではなく、郷里の徳島県にある大塚国際美術館・システィーナホールからの生中継で歌唱した。システィーナホール内に無数のキャンドルが設置された幻想的な空間で、本楽曲をフルコーラスで歌唱し、演奏中には、ダンサーの菅原小春が、辻本知彦の振付によるダンスを披露した。米津は、テレビでのメディア露出が他の出演者と比較しても非常に少ないことで知られており、歌唱後にはこれまでテレビ番組の生出演がなかった米津が「この場を用意していただいたすべての方に感謝の気持ちを述べたいと思います。本当にどうもありがとうございます」と挨拶したこともあり、大きな反響を呼んだ。
米津がテレビ番組でパフォーマンスを行ったのは2025年6月現在、『第69回NHK紅白歌合戦』のみである。ライブでは、リリースから7ヶ月が経った2018年10月27日・28日に幕張メッセで開催された「2018 LIVE / Flamingo」の本編最後でライブ初披露され、大きな話題を呼んだ。

## カバー
- 2018年、ソフトバンク「白戸家ミステリートレイン」シリーズ「米津玄鰤」編にて、俳優の志尊淳がカバーしている[48]。
- 2018年2月、コバソロ&春茶がカバー映像を公開した。原曲にも似たコバソロによるフォーリズムとストリングス、春茶によるアコースティックギターを混じえた編成となっている[49]。
- 2018年5月、シンガーソングライターのまふまふは、アコースティックテイストでカバーした[49][50]。
- 2018年9月、演歌歌手の徳永ゆうきは、演歌歌手がJ-POPをカバーして対決する音楽番組『演歌の乱 〜ミリオンヒットJポップで紅白歌合戦SP〜』にて、こぶしを混じえた歌声を披露した[49]。

- 2019年2月、マスコットキャラクターであるガチャピンとムックによるカバー動画「【米津玄師】Lemonの＜＜ウェッ!＞＞担当の人やってみた」を公開。両者は曲の途中に入る「ウェッ」というフレーズに着目し、一切手抜きせずに「歌ってみた動画」の撮影を行った。動画は、「ガチャピン編」と「ムック編」の2種類が公開された[51]。
- 2020年3月、シンガーソングライターの広瀬香美が、ジャズ風にカバーした動画をYouTubeに投稿した[52][53]。
- 2020年8月、韓国の男性アイドルグループ・EXOのメンバー・チャンヨルが、Instagramライブで自身でカバーしたと思われる音源を流しながら、本楽曲を口ずさんだ[54]。8月15日にSoundCloudにカバー音源をアップしたが、すぐに削除した。その日が光復節だったことから否定的な反応が寄せられていたが、チャンヨル自身は削除した理由を明らかにしていない[55]。
- 2023年1月にリリースされた島津亜矢のカバーアルバム『SINGER8』に、本楽曲が収録された。

## 記録・受賞一覧
- Billboard JAPAN「Hot 100」2018年上半期ソング・チャート1位
- Billboard JAPAN「HOT of the Year 2018」1位
- Billboard JAPAN「Download Songs of the Year 2018」1位
- Billboard JAPAN「Hot 100」2019年上半期ソング・チャート1位
- Billboard JAPAN「Hot of the Year 2019」1位
- Billboard JAPAN「Download Songs of the Year 2019」1位
- Billboard JAPAN「Hot 100」チャートイン数歴代1位
- Billboard JAPAN「Hot 100 15周年記念オールタイムTOP50」1位
- レコチョクアワード月間最優秀楽曲賞 1位	4ヶ月連続（2月・3月・4月・5月）
- レコチョク年間ランキング（ランキング/アルバム/アーティスト）3冠（史上初）
- mora 2018 年間ダウンロードランキング 総合シングル（単曲）部門1位
- mora 2018 年間ダウンロードランキング 邦楽シングル（単曲）部門1位
- music.jp年間ランキング2018 【音楽】シングル部門1位
- 2018 ドワンゴジェイピー年間シングルランキング1位
- KONAMI MUSIC 2018 年間人気ランキング1位
- TSUTAYA2018年度 年間レンタルCDランキング：シングル1位
- TSUTAYA音楽ダウンロード「シングル」年間ランキング2018 1位
- デイリーランキング1位獲得数21冠
- YouTubeチャートアーティストランキング1位
- YouTubeチャートミュージックビデオランキング1位
- YouTubeチャート楽曲ランキング1位（2週連続）
- 2018年YouTubeトップトレンド音楽動画（日本）1位
- 第96回ザテレビジョンドラマアカデミー賞 最優秀ドラマソング賞 受賞
- MTV VMAJ 2018	Best Male Video -Japan-	最優秀邦楽男性アーティストビデオ賞 受賞
- 東京ドラマアウォード2018 主題歌賞 受賞
- SPACE SHOWER MUSIC AWARDS 2019 SONG OF THE YEAR
- 第33回 日本ゴールドディスク大賞 ソング・オブ・ザ・イヤー・バイ・ダウンロード邦楽部門
- オリコン週間カラオケランキング歴代連続1位獲得週数 1位（ゴールデンボンバー「女々しくて」を5年7か月ぶりに更新）
- 「DAM年間カラオケランキング2018」楽曲別ランキング1位
- ホンダアクセス調べ「マイカー通勤に関する調査2019」1位

## 収録内容
| 全作詞・作曲・編曲: 米津玄師。 |                                               |          |            |      |
| #                              | タイトル                                      | 作詞     | 作曲・編曲 | 時間 |
| 1.                             | 「Lemon」(ストリングス・アレンジ: 室屋光一郎) | 米津玄師 | 米津玄師   | 4:16 |
| 2.                             | 「クランベリーとパンケーキ」                  | 米津玄師 | 米津玄師   | 3:30 |
| 3.                             | 「Paper Flower」                              | 米津玄師 | 米津玄師   | 4:35 |
| 合計時間:                      | 合計時間:                                     | 12:21    |            |      |

| 監督: 谷聰志。 |                            |       |            |      |
| #              | タイトル                   | 作詞  | 作曲・編曲 | 時間 |
| 1.             | 「砂の惑星」               |       |            | 4:00 |
| 2.             | 「春雷」                   |       |            | 4:49 |
| 3.             | 「LOSER」                  |       |            | 4:04 |
| 4.             | 「ゴーゴー幽霊船」         |       |            | 3:49 |
| 5.             | 「爱丽丝」                 |       |            | 3:10 |
| 6.             | 「ピースサイン」           |       |            | 3:59 |
| 7.             | 「打上花火」               |       |            | 4:19 |
| 8.             | 「灰色と青（＋菅田将暉）」 |       |            | 5:32 |
| 合計時間:      | 合計時間:                  | 33:42 |            |      |

| #  | タイトル                   | 作詞 | 作曲・編曲 | 監督     |
| -- | -------------------------- | ---- | ---------- | -------- |
| 1. | 「春雷」                   |      |            | maxilla  |
| 2. | 「灰色と青（＋菅田将暉）」 |      |            | 山田健人 |

なお、米津がライブ映像をDVD化するのは初めてである。

## タイアップ
Lemon
TBS系列ドラマ『アンナチュラル』主題歌

## 演奏
Lemon
- 米津玄師：Vocal, Guitar
- 須藤優 (ARDBECK, U&DESIGN)：Bass
- 堀正輝 (ARDBECK, SCAM CIRCLE)：Drums
- 伊澤一葉 (the HIATUS, 東京事変)：Piano
- 室屋光一郎ストリングス：Strings

クランベリーとパンケーキ
- 米津玄師：Vocal, Guitar
- 須藤優 (ARDBECK)：Bass
- 堀正輝 (ARDBECK)：Drums

Paper Flower
- 米津玄師：Vocal

## 特典DVDサポートメンバー
- 米津玄師：Vocal, Guitar
- 中島宏士：Guitar
- 須藤優（ARDBECK）：Bass
- 堀正輝（ARDBECK）：Drums
- 菅田将暉：Guest Vocal（「灰色と青」）
- 辻本知彦：Guest Dance（「LOSER」）